# Csangsai csata (1944)
A negyedik csangsai csata a második kínai–japán háború és a második világháború egyik összecsapása volt 1944. május 27. – augusztus 3. között. A konfliktust a japán csapatok Hunan tartomány elleni inváziója váltotta ki, melynek keretében – ezúttal negyedszer – próbálkoztak meg a tartomány fővárosának, Csangsának az elfoglalásával. A csata gyakorlatilag két színtéren zajlott: a Japán Császári Hadsereg egyszerre vette ostrom alá Csangsát és a tőle hozzávetőlegesen 160 km-re délre fekvő Hengjang várost, mely a tartomány második legjelentősebb városa volt. Az összecsapás során a japánok 360 000 katonát vetettek be, többet, mint a második kínai–japán háború bármely más hadműveletében, ez is hozzájárult ahhoz, hogy a hadművelet végül sikerrel végződött, Csangsával és Hengjanggal együtt Hunan tartomány nagy része japán megszállás alá került és csak 1945 áprilisában szabadult fel alóla.

## Előzmények
Csangsa amellett, hogy Hunan tartomány székhelye, fontos közlekedési csomópont is, mely összeköti Kuangtung, Vuhan, Kuanghszi-Csuang Autonóm Terület és Hunan tartományokat. Ilyen körülmények között természetes volt, hogy a város birtoklása kiemelt fontosságú volt mind a kínai csapatok, mind a japánok számára. Emellett a térség fontos katonai szerepet is betöltött, amennyiben Hunnan tartomány területén voltak találhatóak az amerikai Repülő Tigrisek (Flying Tigers) önkéntes vadászrepülő alakulat legfontosabb légibázisai, ahonnan érzékeny csapásokat mérhettek a Kínai Expedíciós Hadseregre és időnként akár a japán szigetekre is.
A Japán Császári Hadsereg a második kínai–japán háború során háromszor is megkísérelte a város elfoglalását, először 1939-ben, majd 1941-ben és 1941–1942 telén is. Ezek a próbálkozások azonban mind kudarcba fulladtak. 1944-ben a japán 11. hadsereget és parancsnokát Jokojama Iszamut bízták meg a város elfoglalásával és a környék vasútvonalának biztosításával.

## A csata
Május 27-én a japán 11. hadsereg offenzívába kezdett Csangsa irányába, de okulva korábbi tapasztalataikból, ezúttal a város azonnali ostroma helyett a Vanjang-hegységet szállták meg előre, elvágva a kínai csapatok utánpótlási és visszavonulási útvonalát.
A kínai csapatok az előző csatákban felhasznált – és akkor bevált – taktikát használták, melynek lényege a japán csapatok bekerítése lett volna. A japán előretörés következtében azonban a kínaiak ezt nem voltak képesek végrehajtani. A japánok rövid idő alatt elérték Csangsát, majd legyőzték a várost védő kínai gyalogságot és semlegesítették a szomszédos hegységekben elhelyezett kínai tüzérségi ütegeket.
Zang De-neng a Kínai Forradalmi Hadsereg egyik tábornoka – felettese, Xue Jue parancsa ellenére – elrendelte a város kiürítését (Zang De-nenget később ezért a tettéért árulásért halálra ítélték és kivégezték).
Csangsa ostromával párhuzamosan a japánok ostrom alá vették Hengjangot is, de az itteni védelmet irányító parancsnok, Fang Xianjue irányításával a kínaiak két japán támadást is visszavertek. 47 nap szünet nélküli harc után azonban a kínai csapatok feladták a küzdelmet, 1944. augusztus 8-án kapitulálva.

## Következmények
A győzelem lehetővé tette a 11. japán hadsereg számára a gyors előrenyomulást Hunan tartomány területén. Szeptember 4-én elesett Lingling, november 10-én Guilingot hajtották uralmuk alá. Az amerikai önkéntes hadosztály repülőit azonban a veszélyeztetett területről a frissen elfoglalt Saipan szigetére telepítette, ahonnan változatlanul támadhatta a japán szigeteket.
A Csangsa és Hengjang elleni hadművelet volt azonban a japán csapatok utolsó jelentős terjeszkedése. A szövetséges csapatok előretörése miatt egyre több katonát voltak kénytelenek átcsoportosítani a japán szigetek védelmére, ez pedig 1945 áprilisára a kínai fronton is éreztette hatását. 1945 áprilisában a japánok kénytelenek voltak feladni Csangsát és kivonulni Hunan tartomány nagy részéről.